# فرودگاه ایالت رم
فرودگاه ایالت رم  (به انگلیسی: Rome State Airport) یک فرودگاه همگانی با کد یاتا REO است که یک باند فرود شن دارد و طول باند آن ۱۸۲۹ متر است. این فرودگاه در کشور ایالات متحده آمریکا قرار دارد و در ارتفاع ۱۲۳۵ متری از سطح دریا واقع شده است.